# Harney County
Harney County är ett administrativt område i delstaten Oregon, USA. År 2010 hade countyt 7 422 invånare. Den administrativa huvudorten (county seat) är Burns.

## Geografi
Enligt United States Census Bureau har countyt en total area på 26 485 km². 26 247 km² av den arean är land och 238 km² är vatten.

### Angränsande countyn
- Lake County, Oregon - väst
- Deschutes County, Oregon - nordväst
- Crook County, Oregon - nordväst
- Grant County, Oregon - nord
- Malheur County, Oregon - öst
- Humboldt County, Nevada - syd
- Washoe County, Oregon - sydväst

### Orter
- Burns (huvudort)
- Crane
- Hines